# Edward Granville Browne
Edward Granville Browne (1862-1926) geboren in Stouts Hill, Uley, Gloucestershire, Engeland, was een Britse oriëntalist die talloze academische artikelen en boeken publiceerde, vooral op het gebied van geschiedenis en literatuur. Zijn werken worden gerespecteerd vanwege hun geleerdheid, uniekheid en stijl.
Edward Granville Browne kreeg een leerstoel aan de Universiteit van Cambridge. Veel van zijn publicaties hebben betrekking op Perzische geschiedenis en literatuur. Hij is misschien het best bekend door zijn beschrijvingen en historische verhalen van de Bábí-beweging. Hij publiceerde twee vertalingen van bábí-geschiedenisboeken en schreef enkele van de weinige westerse verslagen van vroege bábí- en bahai-geschiedenis. Zijn hoogleraarschap in Cambridge betrof echter de Arabische taal.
Hij publiceerde over weinig bestudeerde onderwerpen. Hij gebruikte een taal en stijl waaruit hoog respect voor iedereen bleek, ook voor degenen die hij persoonlijk niet in een positief licht zag. In A Year Among the Persians (1893) schreef hij een sympathiek portret van een Perzische samenleving die weinig westerlingen ooit hadden gezien, inclusief een openhartig verslag over de gevolgen van het gebruik van opium. Bij de eerste druk trok het niet de aandacht die het verdiende, maar na zijn dood in 1926 werd het herdrukt en werd het een klassieker in de Engelse reisliteratuur. Hij publiceerde ook het eerste deel van A Literary History of Persia in 1902 en latere delen in 1906, 1920 en 1924.
Onder Perzen, destijds zeer argwanend tegenover buitenlanders (met name tegenover Britse of Russische personen), werd Edward Browne geaccepteerd door de mensen die hem en zijn werk kenden. Hij wordt tot op de dag van vandaag herinnerd en een straat in Teheran die naar hem vernoemd is, alsmede zijn standbeeld, bleef ook na de Iraanse Revolutie in 1979 bestaan.
Edward Browne trouwde in 1906. Hij had twee zonen.